# Bad to the Bone (Channel Zero)
Bad to the Bone is een Engelstalig lied van het Belgische metal-collectief Channel Zero uit 1994.
Het nummer verscheen op het album Unsafe.

## Meewerkende artiesten
- Producer
  - André Gielen
- Muzikanten
  - Deviate (backing vocals)
  - Franky De Smet-Van Damme (zang)
  - Ice (backing vocals)
  - Olivier De Martino (basgitaar)
  - Phil Baheux (drums)
  - Xavier Carion (gitaar)